# Matej Tašner Vatovec
Matej Tašner Vatovec, né à Koper le 6 février 1983, est un philosophe et homme politique slovène.
Philosophe travaillant sur Jean-Paul Sartre, Gilles Deleuze et Karl Marx et de nombreux sujets. Il commence sa carrière politique en 2014 avec la Gauche unie et est élu député. Depuis, il est constamment réélu et nommé président du groupe Levica à l'Assemblée nationale slovène.

## Biographie

### Jeunesse et éducation
Matej Tašner Vatovec est né le 6 février 1983 à Koper, il fréquente l'école élémentaire Janko Premrl (en) - Vojko à Koper, puis l'école secondaire des sciences économiques et sociales de Koper, où il commence à lire Sigmund Freud, Karl Marx et Friedrich Nietzsche.
Il s'inscrit ensuite à la nouvelle faculté des sciences humaines de Koper et devient secrétaire à l'éducation de l'organisation étudiante de l'Université de Primorska et a organisé des projets éducatifs. Il est diplômé en 2006 avec la thèse « L'enfer, c'est les gens : la théorie de la vue dans l'être et le rien de Sartre », pour lequel il a reçu le prix universitaire Srečko Kosovel en 2007.
Après avoir obtenu son diplôme, il s'est inscrit à des études de troisième cycle et, pendant cette période, avec Karl Hmeljak et Borut Jerman, il a fondé Aktiv F3, une organisation informelle visant à l'éducation informelle de ses pairs et des jeunes générations et allant au-delà du courant culturel appauvri. Le nom F3 vient de la thèse de Karl Marx sur Ludwig Feuerbach,.
Il a également été engagé dans la traduction, et plus tard, il est chercheur à l'Université de Primorska. En 2010, dans le cadre d'une bourse de recherche française, il étudie au CIEPFC à Paris. Sa traduction de l'Homo academicus de Pierre Bourdieu est publiée en 2012.
Il obtient son doctorat et devient docteur en philosophie en 2014 avec la thèse intitulée : « Oublier l'imagination : circonstances historiques, philosophiques et économiques pour la montée et la chute de l'imagination en tant que concept philosophique ».
Il est entre autres cofondateur de l'association « Svarog », ciné-club indépendant dont il est scénariste et coauteur de deux courts métrages, « (s)Prehod » (2006) et « V senci » (2007).

### Parcours politique
Lors des élections législatives de 2014, il se présente dans la circonscription de Koper I, avec la Gauche unie, où il a été élu. Dans la 7e législature de l'Assemblée nationale slovène, il est élu président du groupe parlementaire et le président de la Commission des règles de procédure.
Il est également membre du Groupe national de l'Union interparlementaire à l'Assemblée nationale. Il est réélu député lors des élections législatives de 2018 et, lors de la 8e législature, il est à nouveau nommé dirigeant du groupe parlementaire de gauche, désormais Levica. 
Il a été réélu lors des élections de 2022 et il est de nouveau élu président du groupe parlementaire. 
Dans les négociations de coalition pour former le gouvernement Golob, il est mentionné à plusieurs reprises comme ministre du Travail, de la Famille, des Affaires sociales et de l'Égalité des chances, mais il reste ensuite à l'Assemblée et président du groupe  Levica,.
Son épouse, Maja Tašner Vatovec, a été nommée directrice de cabinet du ministre du Travail, de la Famille, des Affaires sociales et de l'Égalité des chances Luka Mesec.
Parmi les propositions les plus remarquables à l'Assemblée, il a notamment proposé la reconnaissance de la Palestine en tant qu'État indépendant et l'égalisation des droits sociaux pour les couples hétérosexuels et homosexuels.